# Emiko Yagumo
Emiko Yagumo (八雲 恵美子, Yagumo Emiko, 15 de agosto de 1903 – 13 de janeiro de 1979) foi uma atriz japonesa. Seu nome verdadeiro era Chiyoko Tamano (玉野 千代子, Tamano Chiyoko).

## Biografia
Aos 17 anos, Chiyoko Tamano teve aulas de dança no estilo Yamamura-ryu. Aos 18 anos, ela fugiu de casa para seguir seu amante a Xangai, ela se tornou uma gueixa ao retornar ao Japão. Ela entrou na Shochiku em 1926 e teve sua estreia cinematográfica com o filme Hatsukoi de Heinosuke Gosho (1926), nessa época, adotou o nome artístico de Emiko Yagumo.
Ela mudou seu nome artístico para Rieko Yagumo (八雲 理恵子, Yagumo Rieko) em 1934 e apareceu em mais dez filmes. Ela se aposentou dos filmes em 1938. Mais tarde, ela abriu uma empresa de produtos de beleza.
Entre os anos de 1926 e 1937, Yagumo apareceu em um total de 110 filmes.

## Filmografia parcial

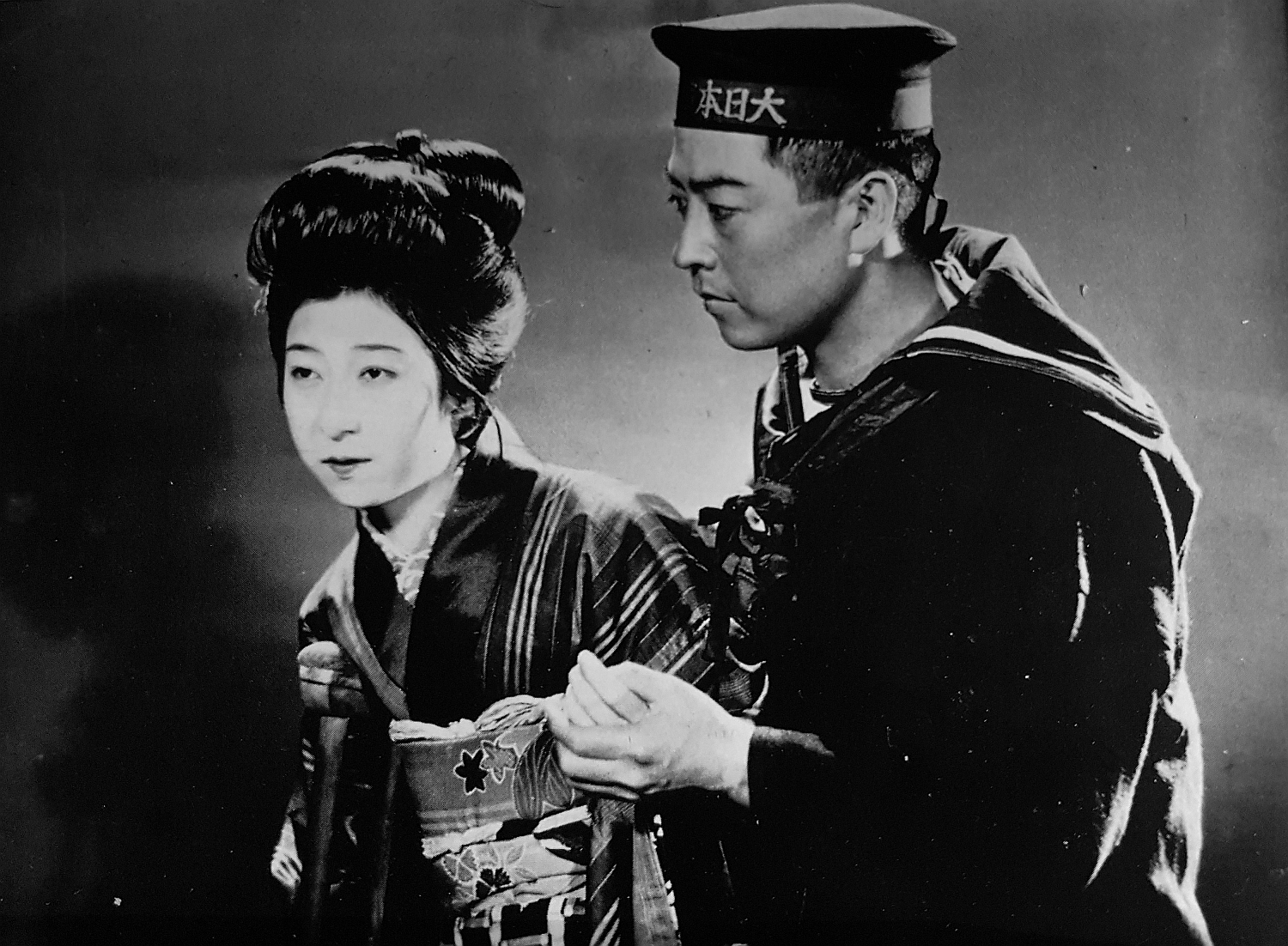
Emiko Yagumo e Ryūji Ishiyama em Mura no hanayome (1928)

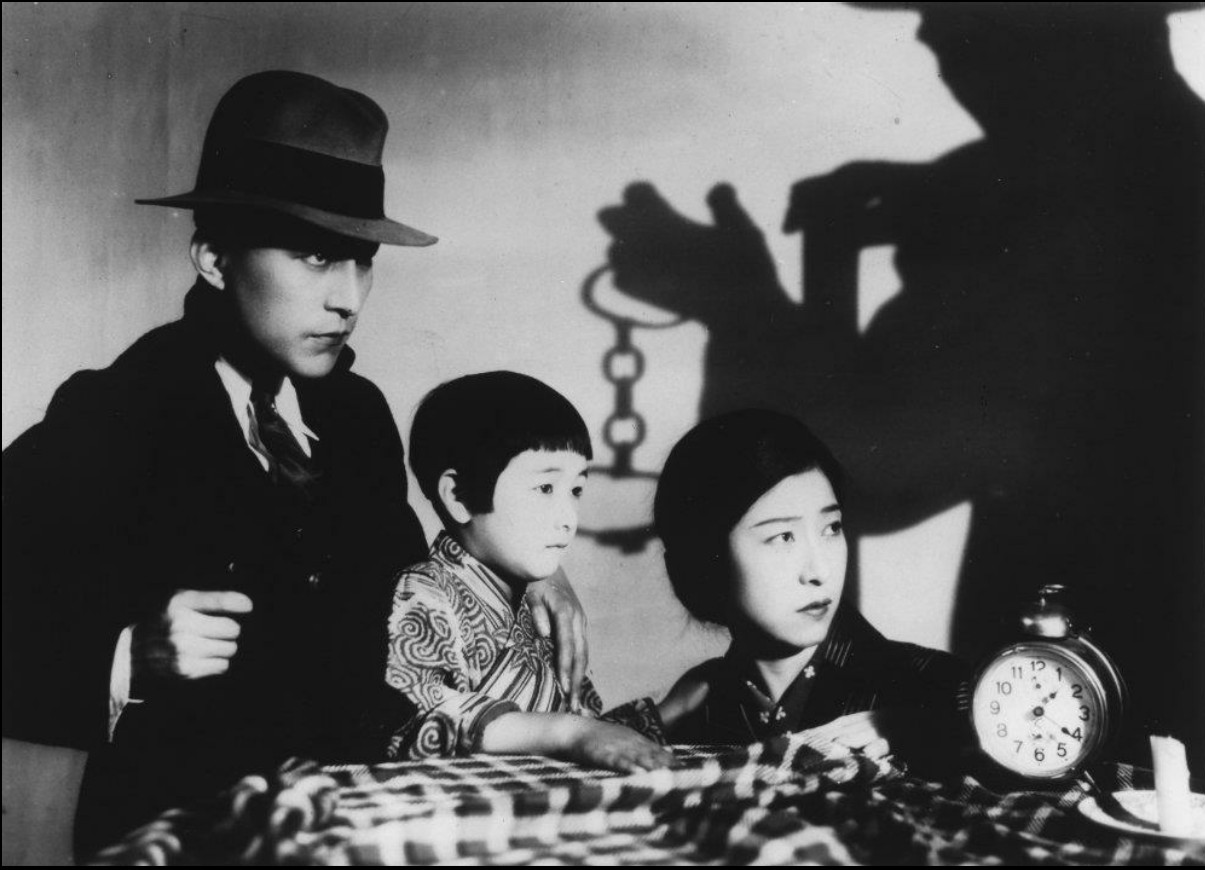
Tokihiko Okada, Mitsuko Ichimura e Emiko Yagumo em Sono Yo no Tsuma (1930)

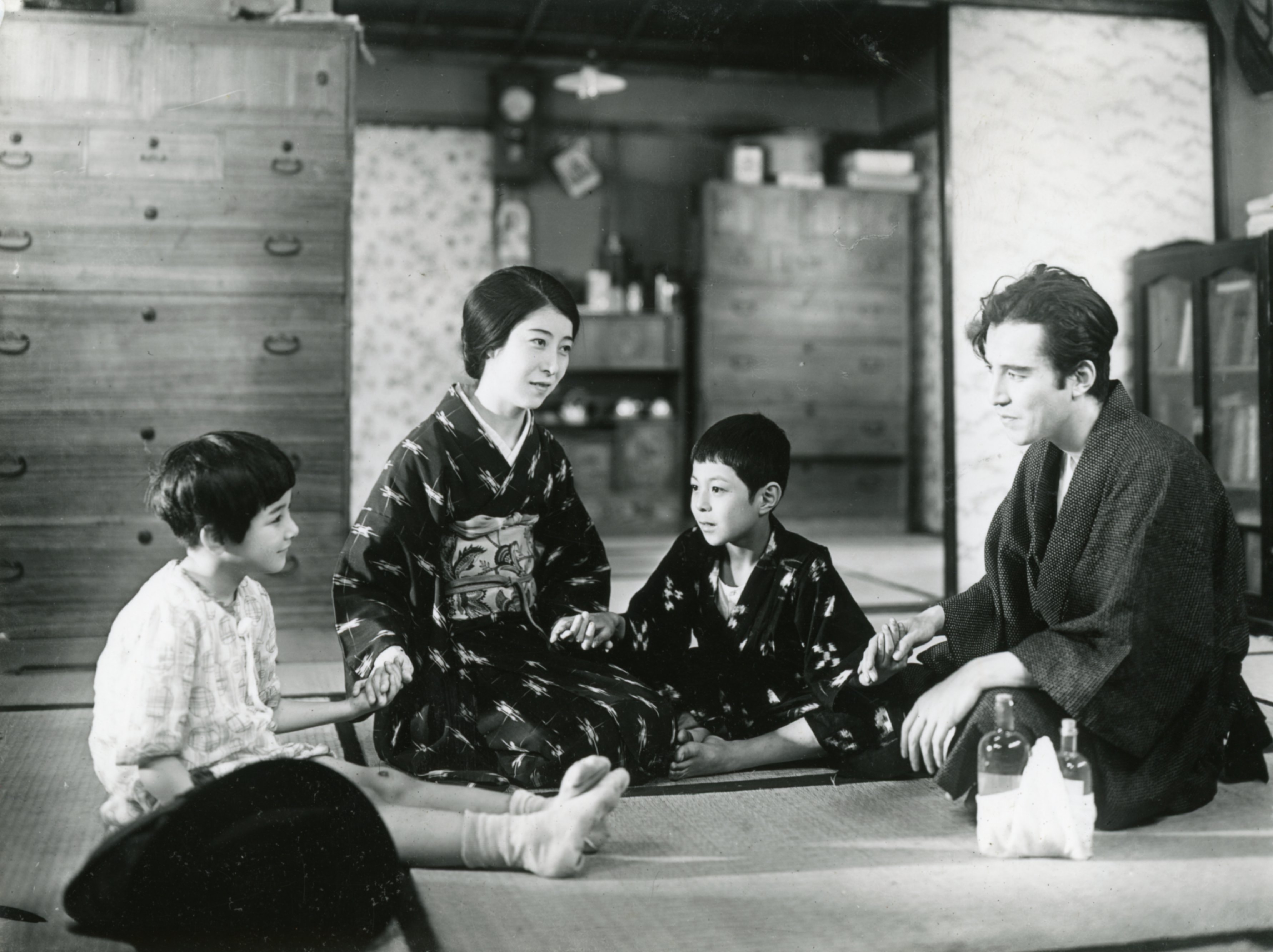
Os atores (esquerda a direita)Hideko Takamine, Emiko Yagumo, Hideo Sugawara e Tokihiko Okada em Tōkyō no kōrasu (1931)

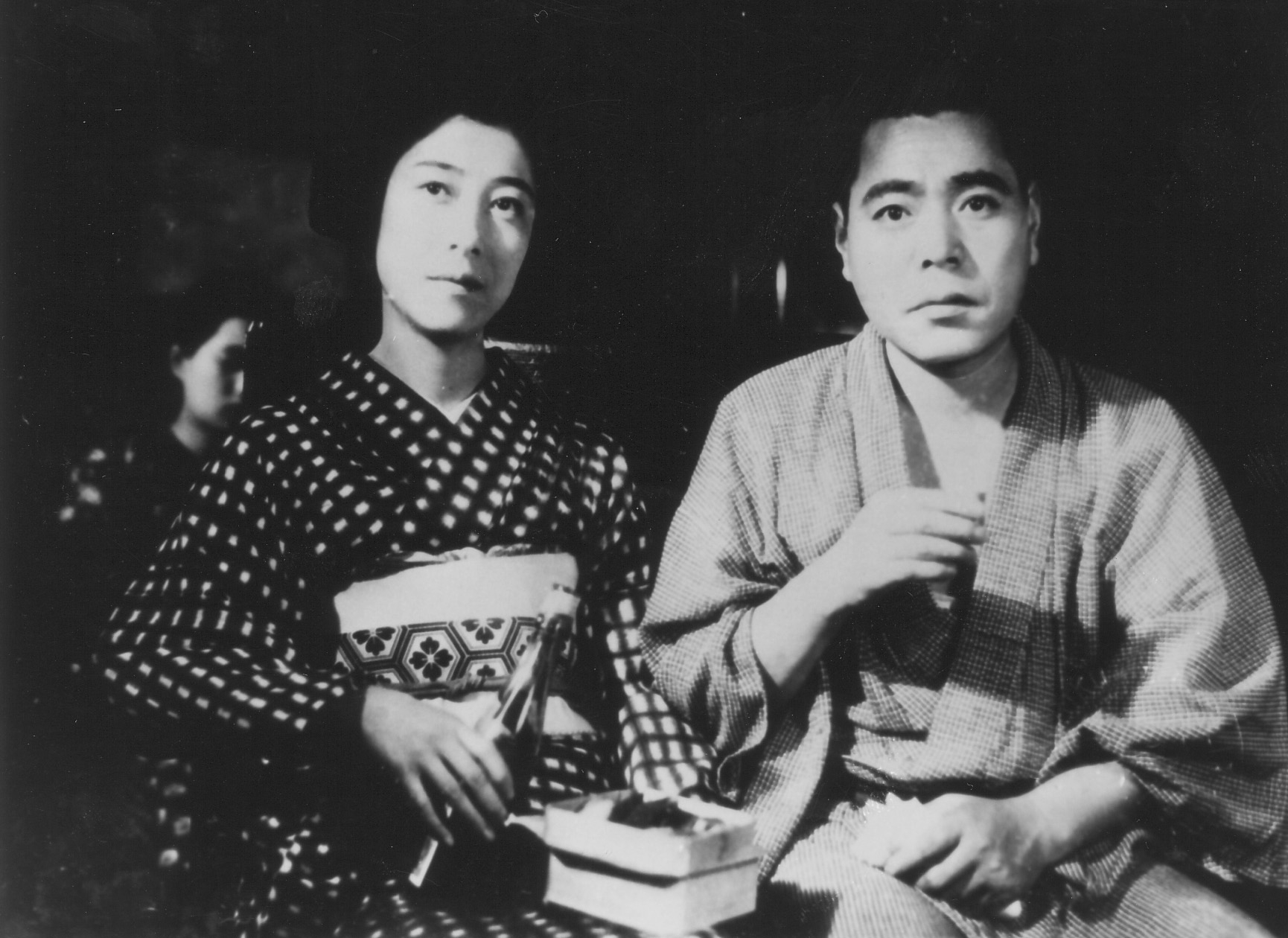
Emiko Yagumo e Takeshi Sakamoto em Ukikusa monogatari (1934)

### Década de 1920[3]
- 1926: Hatsukoi (dir. Heinosuke Gosho)
- 1926: Obotchan (dir. Yasujirō Shimazu
- 1926: Haha-yo koishi (dir. Heinosuke Gosho)
- 1926: Ningen ai (dir. Shigeyoshi Suzuki)
- 1926: Kiri no naka no tomoshibi (dir. Shigeyoshi Suzuki)
- 1926: Musume (dir. Heinosuke Gosho)
- 1926: Kaeranu sasabue (dir. Heinosuke Gosho)
- 1926: Kyokuba-dan no shimai (dir. Shigeyoshi Suzuki e Torajirō Saitō)
- 1926: Nijibare (dir. Yasujirō Shimazu)
- 1926: Kanojo (dir. Heinosuke Gosho)
- 1927: Sannin no musume (dir. Hiroshi Shimizu)
- 1927: Hazukashii yume (dir. Heinosuke Gosho)
- 1927: Karakuri musume (dir. Heinosuke Gosho)
- 1927: Koi wa kusemono (dir. Hiroshi Shimizu)
- 1927: Honoo no sora (dir. Hiroshi Shimizu)
- 1927: Jinsei no namida (dir. Hiroshi Shimizu)
- 1927: Tōkyō koshin-kyoku (dir. Heinosuke Gosho)
- 1928: Mura no hanayome (dir. Heinosuke Gosho)
- 1928: Onna no isshō (dir. Yoshinobu Ikeda)
- 1928: Bijin Kashima (dir. Hōtei Nomura)
- 1928: Kare to Tōkyō (dir. Kiyohiko Ushihara)
- 1928: Tomioka sensei (dir. Hōtei Nomura)
- 1928: Toge no rakuen (dir. Hōtei Nomura)
- 1928: Kare to den'en (dir. Kiyohiko Ushihara)
- 1928: Riku no ōja (dir. Kiyohiko Ushihara)
- 1929: Oyaji to sono ko (dir. Heinosuke Gosho)
- 1929: Fue no shiratama (dir. Hiroshi Shimizu)

### Década de 1930[3]
- 1930: Rebū no shimai (dir. Yasujirō Shimazu)
- 1930: Reijin (dir. Yasujirō Shimazu)
- 1930: Sono Yo no Tsuma (dir. Yasujirō Ozu)
- 1930: Kiri no naka no akebono (dir. Hiroshi Shimizu)
- 1931: Ginga (dir. Hiroshi Shimizu)
- 1931: Nikutai no bōfū (dir. Tsutomu Shigemune)
- 1931: Bōfū-u no bara (dir. Hōtei Nomura)
- 1931: Tōkyō no kōrasu (dir. Yasujirō Ozu)
- 1932: Koi no Tōkyō (dir. Heinosuke Gosho)
- 1932: Chūshingura: Akō Kyō no maki (dir.Teinosuke Kinugasa)
- 1932: Chūshingura: Edo no maki (dir. Teinosuke Kinugasa)
- 1933: Koi zange (dir. Tsutomu Shigemune)
- 1933: Kinō no onna・kyō no onna (dir. Keisuke Sasaki)
- 1933: Tenryū kudareba (dir. Hōtei Nomura)
- 1933: Risō no otto (dir. Tsutomu Shigemune)
- 1933: Chinchōge (dir. Hōtei Nomura)
- 1934: Ukikusa monogatari (dir. Yasujirō Ozu)
- 1935: Eikyū no ai: Zenpen (dir. Yoshinobu Ikeda)
- 1935: Eikyū no ai: Kōhen (dir. Yoshinobu Ikeda)
- 1936: Hirenge (dir. Yasushi Sasaki)
- 1936: Haha no omokage (dir. Keisuke Sasaki)
- 1936: Kanjō sanmyaku (dir. Hiroshi Shimizu)
- 1936: Ofumi no hyōban (dir. Keisuke Sasaki)
- 1937: Midare Shimada (dir. Seiichi Ina)
- 1937: Asakusa no hi (dir. Yasujirō Shimazu)